# Paralichthys delfini
Paralichthys delfini är en fiskart som beskrevs av Pequeño och Plaza, 1987. Paralichthys delfini ingår i släktet Paralichthys och familjen Paralichthyidae. Inga underarter finns listade i Catalogue of Life.